# Šmarjeta
Šmarjeta – wieś w Słowenii, w gminie Šmarješke Toplice. W 2018 roku liczyła 315 mieszkańców.